# Desiet Kidane
Desiet Kidane (Eritrea; 10 de octubre de 2000-Asmara, Eritrea; 8 de noviembre de 2021) fue una ciclista especialista en ciclismo en ruta y contrarreloj miembro del equipo de ciclismo World Cycling Centre.

## Carrera deportiva
Fue campeona de África en el año 2018 en las categorías de ciclismo en ruta y contrarreloj en categoría júnior.
También en 2018 representó a Eritrea en los Juegos Olímpicos de la Juventud de Buenos Aires 2018.

## Fallecimiento
El 8 de noviembre de 2021, mientras se entrenaba en las calles de Asmara junto a sus compañeras del equipo, fue atropellada por un coche.

## Palmarés internacional
| Campeonato Africano júnior de Ciclismo. | Campeonato Africano júnior de Ciclismo. | Campeonato Africano júnior de Ciclismo. | Campeonato Africano júnior de Ciclismo. |
| Año                                     | Lugar                                   | Medalla                                 | Prueba                                  |
| --------------------------------------- | --------------------------------------- | --------------------------------------- | --------------------------------------- |
| 2018                                    | ( Ruanda)                               | Medalla de oro                          | Ciclismo en ruta                        |
| 2018                                    | ( Ruanda)                               | Medalla de oro                          | Contrarreloj                            |